# Atelier du père Noël
Ne pas confondre avec le film L'Atelier du père Noël.
L'atelier du père Noël est un atelier fictif où le père Noël fabrique les jouets et les cadeaux distribués à Noël. Selon le mythe du père Noël, l'atelier est traditionnellement en Laponie, au nord de la Finlande, ou au pôle Nord. En plus d'abriter l'usine où les jouets sont fabriqués et distribués par les elfes de Noël, le complexe comprend également la résidence du Père Noël, de la mère Noël et de ses compagnons.

## Localisation
Comme l'atelier du père Noël est fictif, il n'existe pas de localisation géographique précise de son emplacement. Les origines de l'établissement de l'atelier dans le Grand Nord se sont construites et popularisées dans les pays occidentaux à partir du XIXe siècle notamment grâce aux illustrations de l'artiste Thomas Nast et des cartes de Noël de Louis Prang. Le choix du pôle Nord, un endroit encore méconnue et mystérieux, semble apparaître en parallèle au gain d'intérêt du public pour la région à la suite des explorations de l'Arctique durant les années 1840-1850.
Le lieu d'habitation du père Noël reste un sujet à débat et peut varier selon les régions et les cultures. Selon les Norvégiens, il habiterait à Drøbak, à 50 km au sud d'Oslo. Pour les Suédois, c'est à Gesunda, au nord-ouest de Stockholm, tandis que les Danois le placent au Groenland et que les Finlandais affirment qu'il habitent à Rovaniemi, en Laponie. Pour les pays d’Europe du Nord, le fait de disposer du Père Noël sur son sol national relève à la fois d’un esprit de compétition, mais aussi d'une opportunité de revenus non négligeables. Les intérêts économiques peuvent être très intéressant comme avec la ville de Rovaniemi en Finlande qui a misé sur l'image du père Noël pour créer un renouveau économique. Un village du père Noël construit dans la ville finlandaise est devenu célèbre et attire de nombreux touristes du monde entier. Cette localisation reste cependant souvent boudée par les Nord-Américains et les Russes qui considérèrent plutôt, historiquement et par souci de proximité, que le père Noël vit au pôle Nord.